# Chrétien de Troyes
Chrétien de Troyes (fr. kʁe.tjɛ̃ də.tʁwa) lub Krystian z Troyes (ok. 1135–1185) – średniowieczny poeta francuski, truwer. Autor romansów rycerskich opartych na legendach arturiańskich. Jego Percewal z Walii, Lancelot i Iwajn należą do klasycznych ujęć tej tematyki w literaturze.
Informacje dotyczące biografii poety są bardzo skromne. Wiadomo, że tworzył pomiędzy 1160 a 1190 rokiem, najpierw na dworze Marii, hrabiny Szampanii w Troyes, a następnie na dworze Filipa, hrabiego Flandrii. Swoje utwory podpisywał imieniem Crestïens. Zachowało się pięć romansów rycerskich Chrétiena de Troyes podejmujących wątki arturiańskie: Erek i Enida, Cligès, Lancelot, Iwajn oraz Percewal. Wiadomo, że wcześniej Chrétien pracował nad tłumaczeniami Owidiusza oraz że napisał powieść O królu Marku i królowej Izoldzie. Jego romanse były już od początku XIII wieku powszechnie tłumaczone i adaptowane.
Jego własne źródła inspiracji nie są znane. Był jednym z pierwszych pisarzy opisujących historię Graala, poświęcił tej tematyce romans Percewal. Opracowując wszystkie trzy wielkie gałęzie tematyki bretońskiej, na blisko trzy wieki narzucił ją nie tylko literaturze francuskiej, ale i europejskiej, a pośrednio wpłynął też na twórczość późniejszych wieków. Ślady jego wpływu można odnaleźć u Szekspira, Pierre’a Corneille’a, Jeana Baptiste’a Racine’a, w powieściach rycerskich XVI i XVII wieku, u Waltera Scotta, Victora Hugo, Honoré de Balzaka, Aleksandra Dumasa ojca, George Sand, Alfreda Tennysona, Richarda Wagnera, Edmonda Rostanda i wielu innych.

## Informacje biograficzne
Zachowały się jedynie skąpe wiadomości na temat osoby Chrétiena. Lata jego życia nie są znane. Jerzy Adamski podaje, że poeta zmarł w 1195 roku. Katarzyna Dybeł określa lata jego życia na około 1135–1185. Wiadomo, że pomiędzy 1160 a 1185 był związany z dworem Marii, hrabiny Szampanii w Troyes, córki Eleonory Akwitańskiej i króla Ludwika VII. Po jej śmierci opieką otoczył poetę Filip, hrabia Alzacji, Valois i Vermandois, w późniejszym czasie regent Francji w imieniu małoletniego Filipa Augusta. W tym okresie Chrétien przebywał być może w Paryżu. Przez wiele lat obracał się w najwyższych kręgach dworskich i rycerskich. Opierając się na jego znakomitej znajomości heraldyki, Gaston Paris wysunął hipotezę, że był on z zawodu heroldem. Ernst Wechsler, analizując jego twórczość, wysunął przypuszczenie, że Chrétien mógł być kanonikiem katedry w Beauvais, pełniącym funkcję scholastyka, to jest kierownika szkoły przykatedralnej, a zarazem bibliotekarza kapituły. J. Marx z kolei uważa, że poeta przebywał w opactwie Saint-Loup-de-Troyes.
Chrétien był człowiekiem niezwykle oczytanym, znał nie tylko materię bretońską, ale również starożytnych poetów łacińskich: Owidiusza, Eneidę Wergiliusza, Tebaidę Stacjusza, poezję Horacego. Był wychowankiem XII-wiecznego renesansu łacińskiego.

## Rozwój twórczości

### Wczesne utwory
Na początku powieści Cligès Chrétien pisze o sobie, że przełożył na francuski Rady i Sztukę kochania Owidiusza, napisał Opowieść o Łopatce, O królu Marku i Złotowłosej Izoldzie, Opowieść o Dudku i O Jaskółce oraz O przemianie Filomeli. Kolejność podanych przez poetę utworów nie musi być chronologiczna. Obecnie przeważa pogląd, że Chrétien rozpoczął twórczość od tematyki antycznej, ale ponieważ ta moda wówczas właśnie się kończyła, przeszedł do materii bretońskiej, opracowując poemat o królu Marku i Izoldzie. Wszystkie te utwory zaginęły. Prawdopodobnie z wczesnego okresu twórczości poety pochodzą też dwie zachowane pieśni miłosne naśladujące poezję trubadurów.

### Erek i Enida
Pierwszym zachowanym utworem jest poemat bretoński, ale już z kręgu arturiańskiego, zatytułowany Erek i Enida, napisany pomiędzy 1160 a 1165 rokiem (najpóźniej do 1168 roku). Erek, młody i dzielny rycerz króla Artura, poślubia Enidę, córkę ubogiego rycerza. Początkowo zapomina przy żonie o obowiązkach rycerskich, a napomniany przez Enidę, wyrusza w pole. Wątpiąc w jej miłość, zabiera ją ze sobą. Po licznych i trudnych próbach udowadnia żonie swą dzielność i przekonuje się o jej wierności i uległości. Małżonkowie godzą się. Chcąc podkreślić główną tezę powieści o prawdziwości jedynie małżeńskiej miłości-przyjaźni, poeta opowiada, jak Erek uwolnił pewnego rycerza zaklętego w ogrodzie za ścianą powietrza przez kapryśną, pełną pychy wróżkę-kochanicę.

### Cligès
W Cligès, powstałym pomiędzy 1164 a 1170 rokiem (najpóźniej do 1176), Chrétien połączył tematykę arturiańską z bizantyńską. W pierwszej części opowieści syn cesarza bizantyńskiego szuka przygód na dworze króla Artura i ostatecznie poślubia córkę Gawajna, po czym wraca z żoną do Bizancjum. Druga część opowiada o dziejach ich syna Cligèsa, pozbawionego tronu przez starego stryja. Co więcej, stryj żeni się z zakochaną w Cligèsie z wzajemnością Fenice, córką cesarza rzymskiego. Fenice broni się blekotem przed natarczywością starca, ale nie wiąże się z Cligèsem, ponieważ związek z dwoma mężczyznami poniża kobietę. Wreszcie zaczarowany napój pozornie pozbawia ją życia. Po pogrzebie Cligès przywołuje ją do życia. Ukrywających się Cligèsa i Fenice odnajduje stryj, kończy jednak życie w szaleństwie. Cligès i Fenice mogą się pobrać, zostając nie tylko małżonkami, ale i kochankami i przyjaciółmi.
Podobnie jak w poprzedniej powieści, tak i tutaj Chrétien sprzeciwia się prowansalskiej koncepcji miłości dwornej, wedle której rycerz może kochać tylko kobietę zamężną, co prowadzi mężczyznę do poniżającej służby, a w Tristanie i Izoldzie do wiarołomstwa. Cligès jest Anty-Tristanem, atakując główną tezę tej powieści, głoszącą, że kobieta może należeć do dwóch mężczyzn.

### Lancelot z Jeziora, czyli Rycerz na podwodzie
Lancelot z Jeziora, czyli Rycerz na podwodzie powstał pomiędzy 1170 a 1172 rokiem (a najpóźniej przed 1181 rokiem). Powieść przynosi zmianę tematu. W poprzednich utworach poeta przedstawiał miłość rycerza do dziewczyny, która przeradza się w miłość-przyjaźń małżeńską, wierną i wzajemną, opartą na zasadzie równości. Ta powieść opowiada o tajemnej, wiarołomnej miłości do mężatki, w której mężczyzna jest sługą, aż do poniżenia, kobiety wyniosłej i kapryśnej. Poeta informuje, że temat i ideę przewodnią, wywodzącą się prowansalskiej poezji miłosnej trubadurów, podała mu jego protektorka Maria, hrabina Szampanii. Chrétien nie ukończył tej sprzecznej z jego postawą ideową powieści i przekazał jej wykończenie innemu poecie. Wedle nowszej hipotezy poeta traktuje miłosne zaślepienie Lancelota z ironią, tworząc karykaturę miłości dwornej.
Tematem utworu jest miłość Lancelota i królowej Ginewry, małżonki króla Artura. Królową porywa Meleagant, pan tajemniczego królestwa, najpewniej królestwa zmarłych. Lancelot rzuca się na ratunek królowej z takim oddaniem, że w pewnym momencie z braku rumaka bojowego ściga ją na podwodzie, co jest hańbą dla rycerza. Przez most wąski jak ostrze miecza trafia do tajemniczego królestwa. Po licznych przygodach uwalnia królową i otrzymuje najwyższą nagrodę. Meleagant ginie z jego ręki.

### Iwajn, czyli Rycerz z lwem

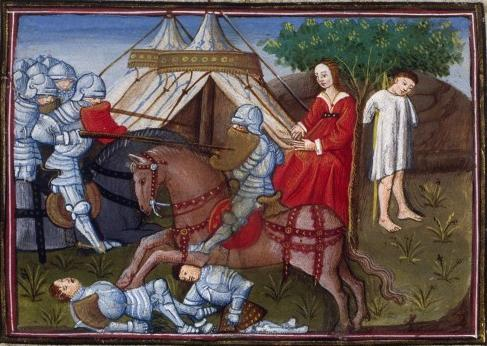
Iwajn ratujący damę (iluminacja z XV-wiecznego manuskryptu)

Kolejny utwór, Iwajn, czyli Rycerz z lwem, powstał pomiędzy 1169 a 1173 rokiem (lub też był pisany na przemian z Lancelotem do 1181). Iwajn jest arcydziełem Chrétiena, przedstawia podobnie jak Erek i Enida konflikt pomiędzy miłością małżeńską a obowiązkiem i honorem rycerskim, tyle że w Ereku uległą jest kobieta, w Iwajnie – pod wpływem teorii miłości dwornej – to rycerz ulega wyniosłej damie.
Iwajn, rycerz Okrągłego Stołu, mąci wodę w Zaczarowanym Lesie, przez co sprowadza straszliwą burzę. Zaatakowany przez tajemniczego pana zdroju, rani go śmiertelnie. W pościgu za umierającym trafia na zamek, gdzie podczas pogrzebu zakochuje się w młodej wdowie po swym przeciwniku, Laudynie. Dzięki pomocy dwórki, Lunety, udaje mu się pozyskać wzajemność Laudyny i jej rękę. Po ślubie za zgodą żony wyrusza szukać rycerskich przygód, przekracza jednak wyznaczony termin powrotu i zostaje odrzucony przez swą żonę. Z rozpaczy rzuca się z przygody w przygodę: błąka się, wpada w szaleństwo, ratuje z obieży lwa, który odtąd go nie odstępuje. Uwalnia dręczone nadludzką pracą tkaczki, błądzi wśród czarów i uroków, aż na koniec uleczony zyskuje przebaczenie żony i jej dozgonną miłość.

### Ostatni okres twórczości –Percewal
W ostatnim okresie twórczości Chrétien poszerzył dotychczasową tematykę swych powieści o zagadnienia religijno-mistyczne. Do dzieł tego okresu należą: powstały pomiędzy 1175 a 1181 (lub nawet 1189) Percewal z Walii, czyli Opowieść o Graalu oraz Życie Wilhelma z Anglii. Istnieją jednak wątpliwości co do tego, czy ta ostatnia powieść jest dziełem Chrétiena.

## Styl Chrétiena
Utwory Chrétiena odznaczają się niezwykłym bogactwem wersyfikacyjnym. W jego dziełach widać wpływy retoryki antycznej. Chrétien był artystą skłonnym do wykwintu i pointy. Wyrafinowana i misterna koncepcja jego powieści sprawia wrażenie przejrzystej. Jego utwory mają silne wewnętrzne rusztowanie logiczne. Autor przeplata elementy epickie podane bądź w narracji, bądź w dialogu, elementami opisowymi i lirycznymi odznaczającymi się dyskretnym humorem i wyrozumiałą ironią.
Konstrukcja powieści jest zwykle dwuskrzydłowa bądź to poprzez wprowadzenie podwójnego tematu, bądź też, jak w Cligès, przez podział na dwie następujące po sobie części. Akcja rozwija się w trzech etapach przedzielonych przez dwa większe epizody, co daje razem pięć faz opowieści. Chrétien zręcznie raz przyspiesza, a raz zwalnia akcję, przykuwając i uwalniając uwagę czytającego, dzięki umiejętnemu rozłożeniu akcji głównej, epizodów, narracji i partii dialogowych. Od niego pochodzą też dwa typy konstrukcji powieści rycerskiej: biograficzny – przedstawiający całe życie bohatera i epizodyczny – osnuty wokół jednego wydarzenia z jego życia.

## Realizm Chrétiena
Chrétien jest przede wszystkim znakomitym realistą, choć niektórzy krytycy (Erich Auerbach) mówią w tym wypadku o realizmie dworskim. Poeta wiernie przedstawia świat zewnętrzny jak i świat przeżyć wewnętrznych. Odmalowuje ramy życia dworskiego: zamki, ich wyposażenie, stroje, uzbrojenie, dalej zjawiska społeczne: obyczaje, bitwy, oblężenia, turnieje, uczty, podróże. Wiele miejsca poświęca emancypacji kobiet spowodowanej wzrastającym dobrobytem i rozwojem intelektualnym epoki. Przedstawia też sceny z życia ludu: bunt mieszczan, wyzysk robotnic tkalni, portrety kupców, rolników, pasterzy.

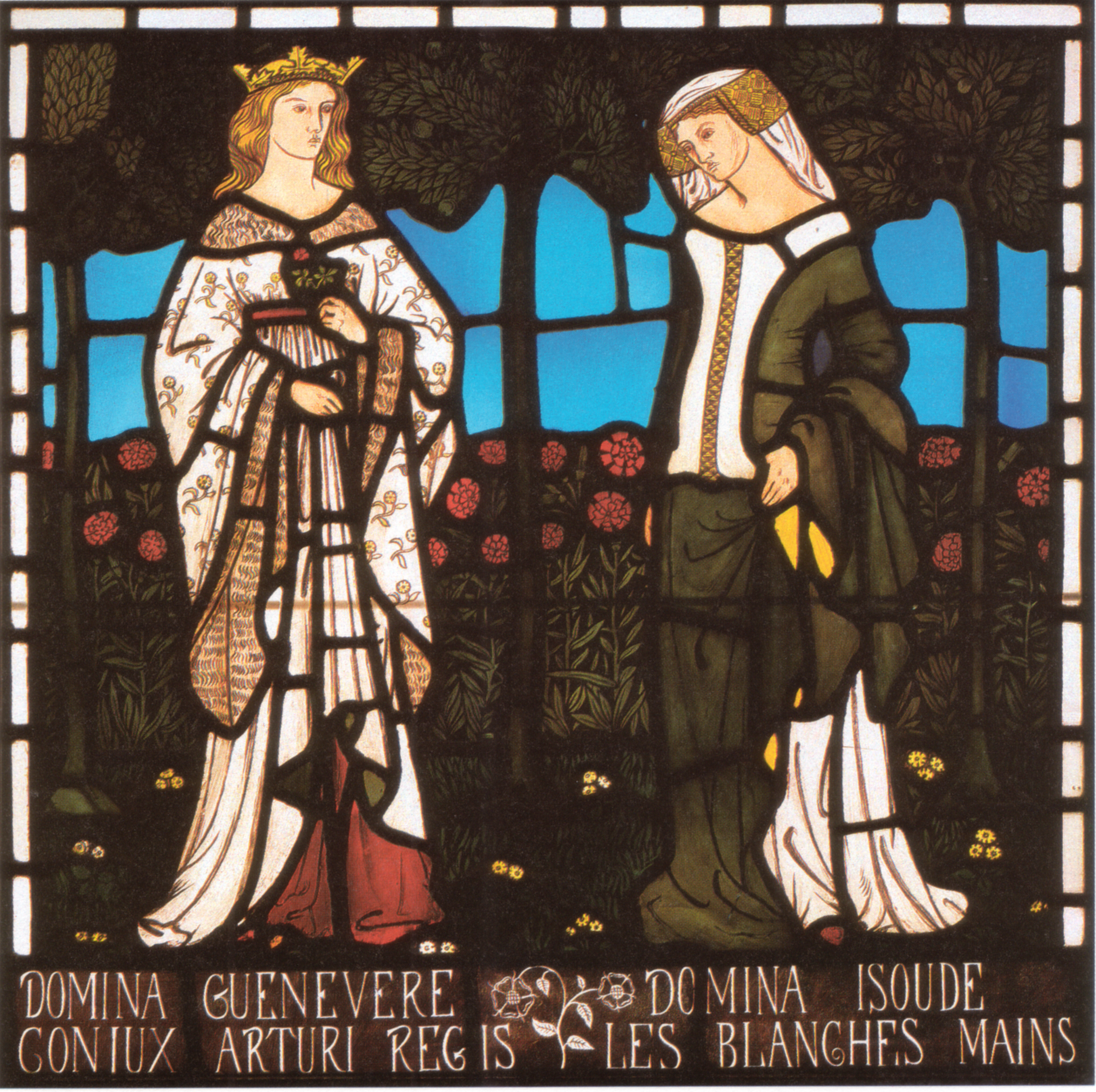
Królowa Ginewra i Izolda o białych dłoniach (witraż, proj. William Morris, 1862)

Nade wszystko jednak potrafi subtelnie przedstawić stany duszy ludzkiej, portretując na różne sposoby swych bohaterów i komentując ich odruchy. Wraz z odrodzeniem romansu antycznego szczegółowej analizie została poddana psychika kobieca. Chrétien to zainteresowanie kobietą jeszcze pogłębia w swojej twórczości, czyniąc miłość głównym tematem swych utworów. Analizuje poszczególne stadia miłości kobiety: podświadome zalążki uczucia, przebłyski jego uświadomienia, wybuch uczuć lub powolne ich narastanie, wewnętrzne zmaganie, niepewność, walkę z przyrodzoną wstydliwością. Zderza uczucia z reakcją otoczenia: niechętną lub wrogą. Potrafi przedstawić falowanie uczuć, a także ich zanik, starcie dwóch miłości, towarzyszącą jej zazdrość, rozczarowanie, pogardę czy nienawiść. Największą wprowadzoną przez niego innowacją jest przedstawienie miłości kobiety w szczęśliwym związku małżeńskim, której poświęcił Ereka, Cligèsa i Iwajna. Potrafi jednak odmalować również uczucia kobiety wiarołomnej – miłość fatalną królowej Ginewry oczarowanej głębią miłości Lancelota. Przedstawia miłość kobiet opętanych nieokiełznanym pożądaniem – rozpustnic i kusicielek, ale też kobiet dławionych przez mężów tyranów. Poeta nie uniewinnia tych ostatnich, ale otacza je zrozumieniem. W jego twórczości pojawiają się również młode kobiety z wyższych sfer, poddające się miłości nie ze zmysłowości, lecz z lekkomyślnego głodu przygód. Chrétien potępia wolną miłość, choć stara się tłumaczyć bohaterki naiwnością lub zagrożeniem dóbr i wolności ze strony nękających je rycerzy.
Wiele miejsca poświęca poeta postaciom mężczyzn, szczególnie rycerzy, odznaczających się nie tylko walorami fizycznymi: urodą, siłą, sprawnością wojenną, ale też przymiotami duszy: szlachetnością, lojalnością, życzliwością, szczodrością, hojnością, dwornymi manierami. Jego bohaterowie pełni są naturalnej prostoty lub wysokiej kultury jak Erek, Percewal, Iwajn, Gawajn, Lancelot. Ukazuje też dusze puste i lekkomyślne: tchórzy, zdrajców, zarozumialców, obłudników, chciwców. Nie moralizuje jednak, patrzy na świat swoich bohaterów z pewną wyższą pogodą. Z przebiegu akcji, z następstwa wydarzeń pozwala czytelnikowi domyślać się swojej oceny moralnej postaci.

## Główne tematy twórczości

### Miłość i sztuka życia
Głównym przedmiotem zainteresowania poety w środkowym okresie jego twórczości pozostaje miłość małżeńska, miejsce kobiety, stosunek miłości i obowiązku. Poświęca tej tematyce Ereka, Cligèsa i Iwajna. W swej refleksji czerpie po części z Owidiusza, uznając znaczenie miłości cielesnej, choć odrzuca jego kult płochych miłostek i koncepcję miłości jako niszczycielskiej, kosmicznej siły. Prawdziwa miłość jest dla Chrétiena możliwa tylko w wiernym i nierozerwalnym małżeństwie, w czym idzie za nauką Kościoła, choć nie interesuje go sakramentalność małżeństwa. Małżeństwo szczęśliwe pochodzi u niego z wolnego wyboru i wymaga poszanowania wzajemnego i równości. Chrétien wielokrotnie potępia zarówno wiarołomstwo, jak i związki pozamałżeńskie z powodu ich niestałości, niepewności i płytkiej zmysłowości. Miłość prawdziwa ogarnia całe życie i jest przede wszystkim duchowa. Będąc zarazem związkiem dusz i ciał, miłością cielesną i przyjaźnią, jest drogą do doskonałości współmałżonków. Nie może jednak być egoistycznym zaślepieniem, należy ją pogodzić z obowiązkami społecznymi. Rycerz nie może z powodu miłości zaniedbać swoich powinności, jeśli nie chce ponieść szkody na honorze.
W ten sposób teoria miłości i małżeństwa przechodzi u Chrétiena w zagadnienie doskonałego życia, które realizuje się na wojennych wyprawach. Rycerz nie może podejmować ich dla samej walki. Powinien szukać przygód raczej dla malowniczości i dziwności, aby zaspokoić ciekawość i doświadczyć nieznanego. Chrétien uznaje wartość ziemskiej sławy rycerskiej, która służy zyskaniu miłości. Na wyprawach rycerze mają stawać w obronie słabszych: kobiet, dzieci, duchownych. Do rycerskości (chevalerie) przynależą też zalety towarzyskie: dworność, ogłada i ogólnoludzkie: szlachetność, lojalność, hojność.

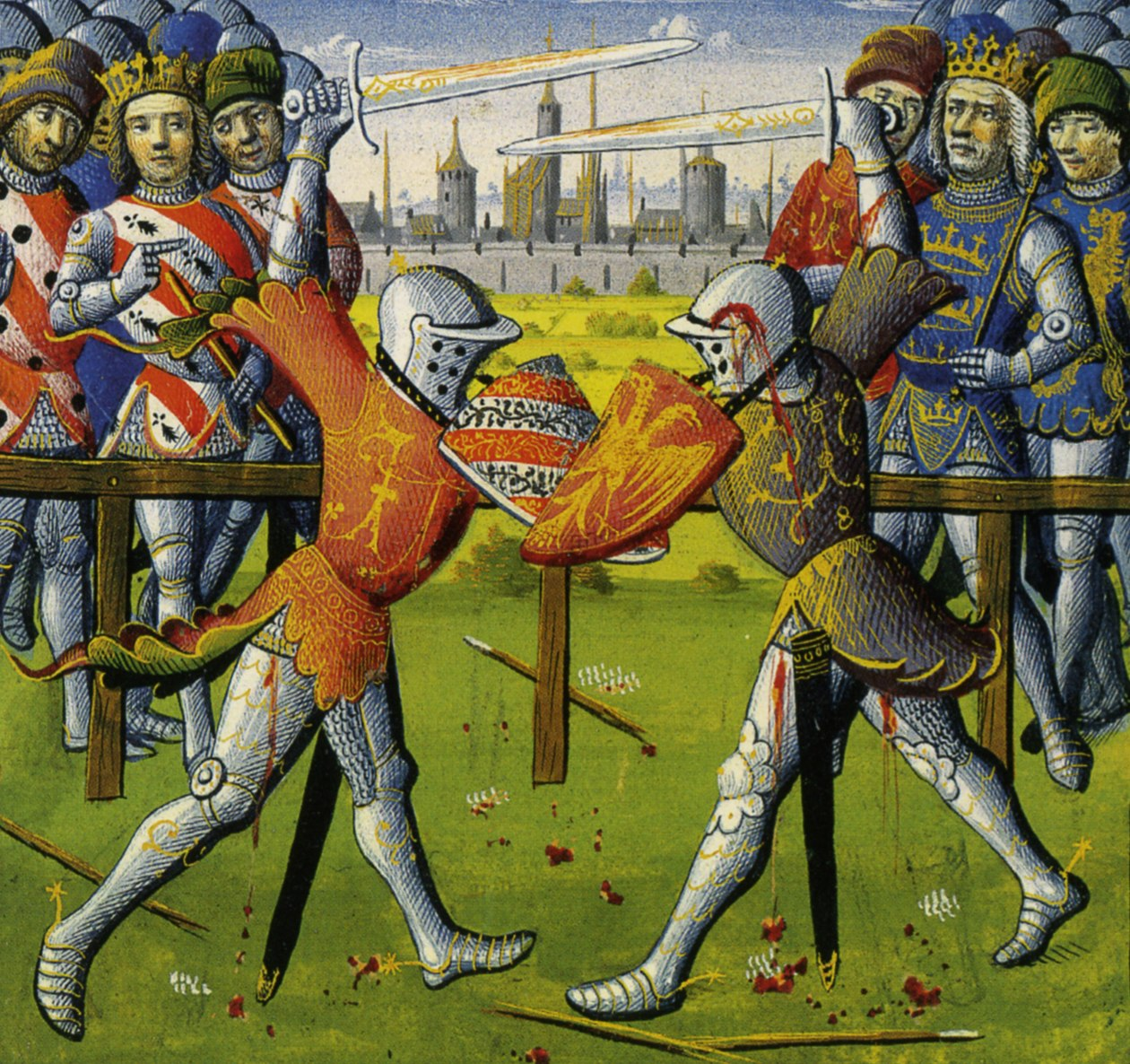
Turniej rycerski (iluminacja z XV-wiecznego manuskryptu)

Chrétien, będąc dziedzicem renesansu łacińskiego XII wieku, wzbogaca ten ideał o elementy starożytnej sztuki życia. Rycerz powinien dodatkowo odznaczać się mądrością życiową (clergerie). Charakteryzuje się ona dążeniem do doskonałego życia, szukaniem szczęścia i sławy, radością życia i zaufaniem do człowieka.

### Tematyka religijno-ascetyczna
Pod koniec życia ten skrystalizowany obraz świata Chrétiena ulega istotnym przewartościowaniom: na plan pierwszy wysuwają się elementy religijne i ascetyczne. We wcześniejszych romansach kwestia zbawienia duszy i życia religijnego nie zaprzątała głów świetnego towarzystwa. W Percewalu naczelną ideą staje się wyrzeczenie dóbr doczesnych i nieustanny wysiłek skierowany na osiągnięcie łaski i nadziemskiego szczęścia, których symbolem jest święty Graal. Rycerstwo duchowe z Percewalem na czele, mimo potknięć i ułomności, dąży do doskonałości duchowej. Przeciwstawione mu rycerstwo ziemskie – dwór króla Artura z Gawajnem na czele – zajmuje się zwykłymi przygodami miłosnymi i rycerskimi podejmowanymi dla ziemskiej sławy. Ono też szuka znikającego zamku świętego Graala, ale nie wie i nie jest godne się dowiedzieć, że podstawowym warunkiem osiągnięcia celu jest wyrzeczenie się ziemskich dóbr, rozkoszy i sławy. Miłość schodzi tu na dalszy plan.
Ten przewrót badacze tłumaczą odwróceniem się poety od świata w przeczuciu nadchodzącej śmierci oraz wpływem nowego opiekuna poety, Filipa hrabiego Alzacji. Jest on jednak niewątpliwie przejawem szerszego zjawiska – schyłku renesansu łacińskiego na przełomie XII i XIII wieku. Pod naporem prądów religijnych i ascetycznych wychodzących ze środowisk miejskich i uniwersyteckich następuje wówczas regres ziemskiego i świeckiego ideału rycerskiego. Kolejne pokolenie uświadamia sobie dramatyzm ludzkiej egzystencji: konieczność walki z grzechem o zbawienie i opozycję istniejącą pomiędzy ziemskim szczęściem a świętością życia nadprzyrodzonego. W tym okresie nasila się także aktywność ruchów heretyckich: waldensów i katarów. Okruchy ich idei przeniknęły również do Percewala.

## Źródła twórczości
Źródła twórczości Chrétiena nie są dobrze znane. Pogląd głoszący, że utwory jego mają swoją genezę w twórczej imaginacji poety nie ma obecnie zbyt wielu zwolenników. Większość badaczy podaje w wątpliwość oryginalność Chrétiena jako poety. Różnią się jednak w poglądach na materiał, z którego czerpał.

### Folklor
Część uczonych szuka źródeł inspiracji poety w baśniach i podaniach ludowych. Wskazują oni na ludowe pochodzenie pewnych wątków podejmowanych przez Chrétiena. Albert Pauphilet wywodzi epizod ze świętym orszakiem Graala z baśni ludowej o zatopionym mieście i jego mieszkańcach, którzy proszą przypadkowego przechodnia, by pozwolił im wrócić do świata żywych. Osoba ta nie jest w stanie wykonać oczekiwanego gestu i okazja zostaje utracona. W tym ujęciu powieść o Percewalu byłaby beletryzacją tematu „straconej okazji”. Inna propozycja uznaje orszak za symbol jakiegoś ośrodka religijnego ukrywającego się za tajemnicą inicjacyjną. Nielogiczną śmierć króla graalowego po uzdrowieniu tłumaczy pradawnością tej tradycji, nierozumianej już przez poetę, wedle której inicjowany musi zabić inicjującego, by zająć jego miejsce. Jeszcze inni badacze twierdzą, że część utworu opowiadająca o przygodach młodego Percewala, osiłka, jest typową gawędą ludową o charakterze humorystycznym, która dopiero później została połączona z opowieścią o Graalu i legendami arturiańskimi.

### Literatura antyczna i średniowieczna
Wywodząca się od Charles’a Maurras’a i Alphonse’a Daudeta, a podjęta na przełomie XIX i XX wieku przez Josepha Bédiera, koncepcja powstania literatury francuskiej na bazie literatury łacińskej, źródeł powieści każe szukać wyłącznie w literaturze, antycznej bądź średniowiecznej, francuskiej. Badacze tej szkoły wskazują na zależność Chrétiena od Eneidy, Tebaidy, Owidiusza i Horacego. Wśród autorów średniowiecznych wskazują na Galfreda z Monmouth, autora Historii królów brytyjskich (1137) i Żywota Merlina, który za pośrednictwem Wace’a (1155) ukształtował legendy arturiańskie. Przeciwnicy tej szkoły podnoszą szereg kontrargumentów. Wskazują, że materia bretońska była znana we Włoszech już około 1115 roku. Jej istnienie w Anglii potwierdza William z Malmesbury (ok. 1125), a Galfred powołuje się w swej Historii na starsze źródła. W powieściach bretońskich występują motywy i nazwy nieznane obu kronikarzom. Wace, Maria z Francji, Tomasz z Anglii i sam Chrétien podkreślają rolę wędrownych rybałtów bretońskich w rozprzestrzenianiu się materii bretońskiej. U kronikarzy Artur jest energicznym królem, podczas gdy w powieściach bretońskich jest bierny. Współczesnymi reprezentantami tej szkoły są Ch.B. Lewis, J.O. Bruce, Faval i Guyer.

### Tradycje celtyckie
Najwięcej zwolenników ma obecnie pogląd o celtyckim pochodzeniu opowieści Chrétiena. Umiarkowani celtyści (Joseph Vendryès, Jean Marx, Margaret Schlauch, Roger Sherman Loomis i Frappier) przyjmują, że oprócz źródeł celtyckich w powieści znalazły się też wątki antyczne, wschodnie, folklorystyczne i inne. Genezę opowieści widzą w Irlandii IV wieku, która szybko się schrystianizowała. Irlandzcy kapłani, stawszy się mnichami, zachowali tradycję iryjską, nadając jej kształt chrześcijański. Pielęgnowane w klasztorach tradycje antyczne spowodowały, że już wtedy mogły przeniknąć do legend iryjskich fragmenty mitów o Troi, Orfeuszu, Tezeuszu, Jazonie, Heraklesie. Tak przetworzone trafiły do Walii, gdzie po tragicznych walkach Celtów z najazdem anglosaskim ukształtowała się legenda o bohaterskim królu Arturze. Wzór dla tematyki Artura, Percewala, Tristana widzą celtyści w irlandzkim bohaterze Cu Chulainnie, w narracjach o kochankach Nisi i Deirdre, o wodzu Finnie i jego wojownikach.

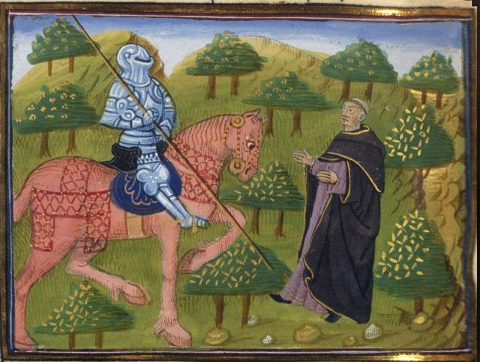
Gawajn i ksiądz (iluminacja z XV-wiecznego manuskryptu)

Celtyści znaleźli liczne elementy celtyckie w poszczególnych powieściach. W Ereku liczne zniekształcone imiona celtyckie jak Enita i Gwenyd (u Wenetów boginka wodnica), epizod zaczarowanego ogrodu (królestwa zmarłych), olbrzymiego rycerza (boga pogańskiego), wdarcie się Ereka do ogrodu i jego zwycięstwo nad panem śmierci, damę na srebrnym łożu pod sykomorą będącą celtycką wróżką śmierci. W Lancelocie wskazali osiem elementów narracji celtyckiej: porwanie Lancelota dziecięcia przez wodnicę i jego wychowanie pod wodą; porwanie Ginerwy do królestwa śmierci; pościg Lancelota na podwodzie; jego przejście przez most wąski jak ostrze miecza do krainy śmierci; zwycięstwo Lancelota nad panem krainy zmarłych; „niebezpieczne łoże”. Postać Lancelota wywodzą od iryjskiego boga Lugh Lambufada. W Iwajnie zwrócili uwagę na dwie wodne boginki, z których jedna jest panią Źródła Burz; pana Burzy, czarnego olbrzyma-pastucha (boga trzody); pierścień dający niewidzialność; Zamek Najgorszej Przygody – celtycki świat zmarłych, z którego Iwajn wyprowadza duszę. Celtyckiego wzoru legendy Graala nie odnaleziono, wskazano jednak na liczne celtyckie szczegóły: „króla-rybaka”, trzy panny (panna z Graalem, krewna Percewala i Panna Obrzydła, które potem okazały się jedną osobą), postać Gawajna z jego atrybutami siły solarnej – wzrastającej ku południowi, a malejącej ku zachodowi, zaczarowany celtycki róg do picia, po francusku „cor”, co wskutek pomieszania ze starofrancuskim „cors” od łac. „corpus” (Christi) – tj. hostia, spowodowało, że nazwę zamku Corbenic – Błogosławiony Róg rozumiano jako Boże Ciało. Znane w folklorze „naczynie życzeń”, które pierwotnie żywi Józefa z Arymatei, a potem staje się naczyniem eucharystycznym. Początkowe przygody Percewala naśladują opowieść o młodym półbogu Cu Chulainnie.
Niektórzy celtyści (J. Marx, Frappier) odeszli od tropienia pojedynczych elementów do ogólnej teorii zależności pomiędzy systemem wątków celtyckich a opowieściami. Wątki te odnoszą się do wierzeń w bogów, półbogów i wróżki uczłowieczonych w królów, bohaterów i tajemnicze panny. Świat zmarłych, duchów, widm i zjaw nie jest odcięty od żywych jak w chrześcijaństwie, lecz pozostaje we wzajemnym kontakcie. Zaludniają go istoty telluryczne: karły, olbrzymy, gnomy, koboldy, elfy. Do panteistycznej wspólnoty z człowiekiem należą mówiące zwierzęta i zaczarowane przedmioty: znikające zamki, zaczarowana broń, głazy-talizmany. Postępowanie bohaterów określają stare pojęcia etyczne i relikty dawnych instytucji społecznych: szczególnie poltach i geis. Poltach jest instytucją zobowiązującą władcę do obdarowania członków swojej drużyny, a obdarowanych do odsłużenia darów na życzenie władcy należnymi mu powinnościami. Geis jest rodzajem wezwania, zobowiązania, nakazu lub zakazu, które jedna osoba narzuca drugiej mocą wezwania, zaklęcia lub formuły magicznej, od której druga osoba nie może się uchylić. Geis jest miłość, którą Graine (Izolda) narzuca Diarmaidowi (Tristan). Geis leży również u podstaw bezwzględnego posłuszeństwa rycerza wyniosłej damie.

### Wpływy orientalne
W powieściach Chrétiena widoczne są też wpływy orientalne. W wątku Graala uczeni doszukują się repliki boga Thota, ślady mitu egipskiego dostrzegają też w epizodzie z panną pod sykomorą w Ereku. Król-rybak złożony magiczną niemocą może mieć początek w micie syryjskiej Kybele. Wskazuje się też na ślady perskich misteriów Mitry. Motyw na pozór celtycki – król Artur rzucający Excalibura do jeziora – znaleziono w epice perskiej. Są też ślady arabskie, pośredniczące w przekazaniu motywów indyjskich, perskich, syryjskich lub egipskich.

### Elementy gnostyckie
Niektórzy uczeni dopatrują się też w Percewalu elementów inicjacyjnych katarów – a więc pochodzenia azjatyckiego, sięgającego Persji i Indii – manichejskich i gnostyckich. Bohaterowie Chrétiena, podobnie jak „czyści” u katarów, mają dostęp do najwyższych tajemnic religijnych: wizji, spożywania hostii przechowywanej w świętym Graalu bez uprzedniej spowiedzi i bez pośrednictwa kapłana. Do celebracji liturgicznej dopuszczane są kobiety. Tytuł król-rybak jest jednym z określeń świętego Piotra, co zdaniem tych uczonych oznacza, że król graalowy może być naczelną postacią religii czy wyznania.

## Wpływ

### We Francji

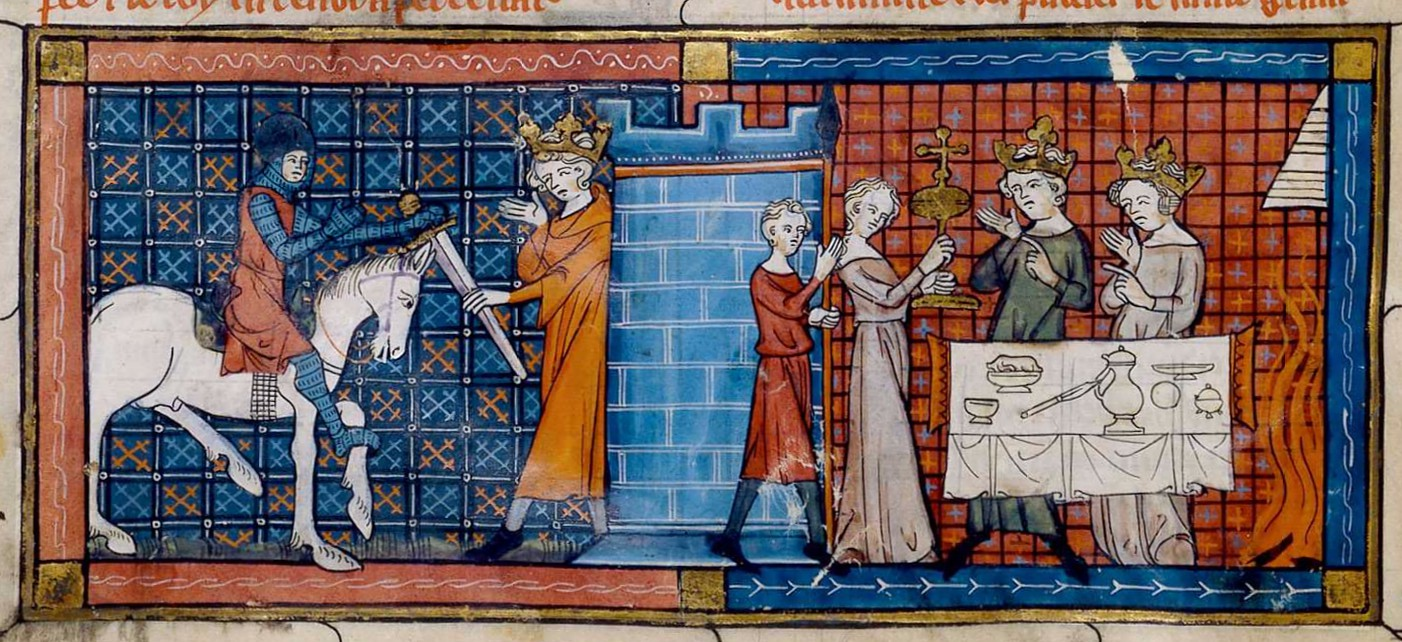
Percewal (iluminacja z XIV-wiecznego manuskryptu)

Powieści Chrétiena znalazły bardzo żywy oddźwięk wśród współczesnych. Młodszy o jedno pokolenie Robert z Boron tworzy na przełomie XII i XIII wieku kilkuczęściowy poemat wierszem, z którego dochowały się jedynie fragmenty części pierwszej o Józefie z Arymatei i części drugiej poświęconej Merlinowi, zdradzonemu przez wróżkę Wiwianę. Z zachowanych przeróbek prozą (Percewal Didota i Percewal w manuskrypcie z Modeny) wynika, że w trzeciej części autor idzie śladami chrétienowego Percewala, doprowadza go ostatecznie po raz wtóry na zamek i czyni królem. Ostatnią część poświęca królowi Arturowi: jego śmierci, tajemniczemu zniknięciu i upadkowi legendarnej Brytanii.
Około 1210 roku powstaje powieść prozą Perlesvaus, uważana za jedną z trzech najwartościowszych dzieł o tym bohaterze w literaturze średniowiecznej. W utworze tym Percewal, Lancelot i Galahad walczą w obronie zamku świętego Graala, symbolu Nowego Zakonu przeciw panu Zamku Śmierci (symbolu starego zakonu, zakonu zła), wychodzą z niej zwycięsko, ale żaden z nich nie zostaje królem. Na zamek Graala przybywa król Artur i dostępuje wizji świętego Graala. Jego syn ginie skrytobójczo, a królowa Ginewra umiera z żalu. Percewal usuwa się ze świata na Zamek Czterech Rogów (Annwfn – celtyckie zaświaty). Królem Graala zostaje inny potomek Józefa z Arymatei. Po jego śmierci zamek popada w ruinę.
W latach 1215–1235 powstaje wielki cykl powieści zwany: Vulgatą, Wielkim Lancelotem lub Graal-Lancelotem. W wydaniu z 1913 roku liczy on sobie 2800 stron. Dzieło albo jednego autora czy redaktora, za którego uważano dawniej Waltera Mapa albo autora zbiorowego. Cykl składa się z 5 części:
1. Historii świętego Graala – rozgrywającej się w Ziemi Świętej,
2. Dziejów Merlina – w której, jak i w następnej, nie ma mowy o Graalu.
3. Historii Lancelota – i jego wiarołomnej miłości do królowej Ginewry, która otrzymuje ascetyczne zakończenie: po spowiedzi i ciężkiej pokucie Ginewra idzie do klasztoru, a Lancelot umiera jako pustelnik[33].
4. Poszukiwaniu świętego Graala – w której po licznych próbach wielu, królem zostaje ostatecznie Galahad, który następnie podróżuje wraz z Percewalem do Ziemi Świętej, gdzie przeniósł się zamek świętego Graala. Tam Galahad dostępuje cudownej wizji i umiera w zachwyceniu, zamek znika, a Percewal kończy życie jako pustelnik.
5. Śmierci króla Artura – przedstawiająca tajemniczy koniec króla i tragiczny los rycerstwa Okrągłego Stołu i celtyckiego imperium[34].

Na przełomie XIV i XV wieku ukazuje się wielka kompilacja Percewala-Graala-Lancelota z kolorowymi ilustracjami. W 1488 roku zostaje ona wydana drukiem. W pierwszej połowie XVI wieku jest przedrukowywana jeszcze trzykrotnie, potem jeszcze raz, pod koniec wieku, w skróconej 160-stronicowej wersji, po czym wychodzi z mody ustępując miejsca wywodzącemu się z pnia arturiańskiego Amadisowi z Galii. François Rabelais w Pantagruelu księdze II rozdziale 30 i księdze IV rozdziałach 42 i 43 kpi sobie z rycerzy Okrągłego Stołu i Graala.

### We Włoszech
We Włoszech przed 1250 rokiem powstaje Proroctwo Merlina Richarda. Około 1270 roku Rusticello z Pizy wprowadza wątki bretońskie do Wielkiej księgi o królu Meliadusie. Pod koniec XIV wieku powstaje kompilacja arturiańska Tavola Rotonda (1392). Tematykę bretońską i karolińską zespala w swym poemacie Roland zakochany Boiardo (1472–1513), a doprowadza do doskonałości Ludovico Ariosto w Orlandzie szalonym (1516). Tę podwójną tematykę karolińsko-arturiańską podejmuje potem Tasso przenosząc ją w czasy I krucjaty w  Jerozolimie wyzwolonej (1581).

### W Hiszpanii
W Hiszpanii między XIV a początkiem XVI wieku powstaje osnuty na przygodach rycerzy arturiańskich Amadis z Walii.

### W Niemczech
W Niemczech około 1190 roku Hartmann z Aue przekłada Ereka i Enidę, a na początku XIII wieku Iwajna. Ulrych z Zatzikkoven pisze Lanzeleta. Około 1210 Wolfram z Eschenbach Parzivala, olbrzymią powieść poetycką (25 000 wierszy), opartą na dziele Chrétiena i nieznanego Guyota Provansala. Konrad Fleck i Ulrych z Türheim opracowują Cligèsa. Powstaje też opowieść o Lohengrinie, synu Percewala. W XV wieku Ulrych Fütrer zbiera całość arturiańskich przygód w wierszowanej kompilacji obejmującej przygody Percewala, Titurela, Iwajna, Lancelota i kilku innych.

### Na Wyspach Brytyjskich
W Walii pojawiają się przeróbki Ereka – Geraint i Enit, Iwajna – Owejn i Lunet i Percewala – Peredur. Pozbawione są jednak dworsko-rycerskiego charakteru. Peredur na przykład ogranicza się do dziejów młodego Percewala. Zawiera okrutną wendettę rodową i lubuje się w krwawych obrazach, np. odciętej głowy zanurzonej w misie krwi to jest w Graalu.
Angielski Sir Percywelle z XIV wieku opowiada o zemście Percewala na zabójcach członków jego rodziny. Z XV wieku pochodzi wierszowany romans Le Morte Arthur i poetycka powieść Thomasa Malory’ego Śmierć Artura (Le Morte d’Arthur) uważana za jedno z arcydzieł literatury angielskiej.

### Odrodzenie zainteresowania Chrétienem

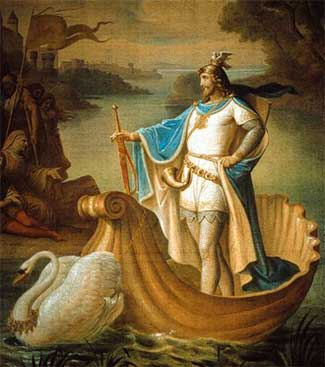
August von Heckel, Lohengrin, 1886

Odrodzenie romansu rycerskiego na przełomie XVIII i XIX wieku rozpoczynają twórcy języka niemieckiego. W 1753 roku szwajcarski filolog Johann Jakob Bodmer opracowuje Der Parzival, a w 1755 Ganuret. Tematykę tę podejmują romantycy: Friedrich de la Motte Fouqué, Ludwig Uhland oraz Karl Immermann, autor dramatu Merlin (1832) i poematu Tristan i Izolda (1841). Na światowe sceny tematykę bretońską wprowadzają dramaty muzyczne Wagnera: Lohengrin (1847), Tristan i Izolda (1859), Parsifal (1877). W 1914 roku dramat oparty na tej tematyce pisze Gerhart Hauptmann.

## Znaczenie Chrétiena z Troyes
Oryginalność Chrétiena jako poety jest obecnie podawana w wątpliwość, niewątpliwie natomiast znakomicie odpowiedział na zapotrzebowanie czytelnicze swoich współczesnych, opracowując wszystkie trzy wielkie gałęzie tematyki bretońskiej i to z talentem, który przyćmił jego poprzedników i na blisko trzy wieki narzucił tematykę bretońską nie tylko literaturze francuskiej, ale i europejskiej, a pośrednio wpłynął na twórczość późniejszych wieków. Ślady jego wpływu można odnaleźć u Szekspira, Pierre’a Corneille’a, Jean Baptiste’a Racine’a, w powieściach rycerskich XVI i XVII wieku, u Waltera Scotta, Victora Hugo, Honoré de Balzaka, Aleksandra Dumasa ojca, George Sand, Alfreda Tennysona, Richarda Wagnera, Edmonda Rostanda i wielu innych. Dzieło Chrétiena, będąc znaczącym wydarzeniem w ewolucji kultury i literatury, jest też ważnym dokumentem historii kultury dzięki temu, że utrwaliło oblicze kultury rycerskiej wytworzonej w XII wieku. Niektórzy krytycy (Guyter) uważają Chrétiena za twórcę nowoczesnego romansu, inni (Marcel Cohen) za twórcę romansu francuskiego. Jeszcze inni widzą w nim twórcę najsłynniejszych romansów francuskiego średniowiecza lub ojca romansu bretońskiego i najwybitniejszego francuskiego pisarza wieków średnich (Gaston Paris, Frappier). Jest też uważany za twórcę powieści problemowej i psychologicznej. Chrétien w znakomity sposób połączył w swej twórczości zachwyt nad światem, radość życia z nigdy niezaspokojonym pragnieniem ucieczki w świat marzeń i fantazji.